# Gynodiastylis mutabilis
Gynodiastylis mutabilis är en kräftdjursart som beskrevs av Hale 1946. Gynodiastylis mutabilis ingår i släktet Gynodiastylis och familjen Gynodiastylidae. Inga underarter finns listade i Catalogue of Life.